# Rio Cleja (Siret)
O Rio Cleja (Siret) é um rio da Romênia, afluente do Siret, localizado no distrito de Bacău.